# Літчфілд (Нью-Гемпшир)
Літчфілд (англ. Litchfield) — місто (англ. town) в США, в окрузі Гіллсборо штату Нью-Гемпшир. Населення — 8478 осіб (2020).

## Демографія
Згідно з переписом 2010 року, у місті мешкала 8271 особа в 2828 домогосподарствах у складі 2308 родин. Було 2912 помешкання
Расовий склад населення:
| - 96,4 % — білих - 0,8 % — азіатів - 0,7 % — чорних або афроамериканців - 0,4 % — корінних американців |

До двох чи більше рас належало 1,2 %. Частка іспаномовних становила 2,0 % від усіх жителів.
За віковим діапазоном населення розподілялося таким чином: 27,7 % — особи молодші 18 років, 63,9 % — особи у віці 18—64 років, 8,4 % — особи у віці 65 років та старші. Медіана віку мешканця становила 40,1 року. На 100 осіб жіночої статі у місті припадало 100,3 чоловіків;  на 100 жінок у віці від 18 років та старших — 97,4 чоловіків також старших 18 років.
Середній дохід на одне домашнє господарство  становив 106 454 долари США (медіана — 93 715), а середній дохід на одну сім'ю — 119 018 доларів (медіана — 108 817). Медіана доходів становила 72 954 долари для чоловіків та 51 583 долари для жінок. За межею бідності перебувало 3,2 % осіб, у тому числі 5,0 % дітей у віці до 18 років та 1,3 % осіб у віці 65 років та старших.
Цивільне працевлаштоване населення становило 4736 осіб. Основні галузі зайнятості: освіта, охорона здоров'я та соціальна допомога — 24,7 %, роздрібна торгівля — 16,9 %, виробництво — 14,1 %.